# Lil Uzi Vert
Lil Uzi Vert, geboren als Symere Bysil Woods (Philadelphia, 31 juli 1995) is een Amerikaanse rapper, bekend van hitnummers als "XO Tour Llif3" en "The Way Life Goes" en diens excentrieke voorkomen. Woods' populariteit begon medio jaren 2010, op SoundCloud.

## Muziekcarrière
Woods behaalde vijf keer de Billboard Hot 100, namelijk met "Bad and Boujee" (nr. 1), "XO Tour Llif3" (nr. 7), "Just Wanna Rock" (nr. 10), "The Way Life Goes" (nr. 24) en "You Was Right" (nr. 40). In 2016 was Woods de meest gevolgde artiest op SoundCloud. In juli 2017 bereikte diens "XO Tour Llif3" de Tipparade. In april 2020 was de rapper bij Spotify de meest gestreamde 'mannelijke' artiest op spelcomputers. In 2023 kwam Woods' album Pink Tape binnen op nummer 1 van de Billboard 200. Ook werd de artiest meermaals genomineerd voor een Grammy.
Woods legt zich toe op het maken van genre-fluïde muziek, met emo, punk, trap, drill en electro. De rapper werkte samen met onder meer Nicki Minaj, Future, The Weeknd, Travis Scott, Don Toliver, Babymetal en Bring Me the Horizon.
In december 2019 introduceerde Woods een nieuwe dansfiguur, "Futsal Shuffle", en de single "Futsal Shuffle 2020". Door de serie danspassen ontstond die maand tevens een Futsal Shuffle-challenge die een grote internethit werd. Het nummer werd mede geschreven door de Nederlander Mees van der Bruggen, die ervoor een Amerikaanse platina plaat kreeg.

## Privéleven
Woods groeide op in de wijk Francisville in Noord-Philadelphia. Hij werd al op jonge leeftijd door muziek beïnvloed en begon met het luisteren naar artiesten als Marilyn Manson, Kanye West en de rapgroep Ying Yang Twins. Hij begon in zijn tienerjaren met freestylen en raakte op school geïnspireerd door zijn klasgenoot William Aston, die rapte onder de naam "Steaktown". Dit moedigde Woods aan om zelf ook serieus te gaan rappen. Zijn eerste muzikale stappen zette hij onder de naam "Sealab Vertical", later ingekort tot "Uzi Vert", een naam die refereert aan de snelle stijl van zijn raps.
Woods is ongeveer 1,64 m lang en heeft een eigenzinnige kledingstijl. Zo draagt Woods soms kleding die ontworpen is voor vrouwen en heeft de rapper diverse tatoeages, waaronder Super Mario- en anime-gerelateerd.
Sinds 2019 heeft Woods rapper JT als partner. In 2022 veranderde Woods op Instagram diens voornaamwoorden in hen/zij (they/them). Ongeveer een jaar daarna stelde Woods in een interview zich te identificeren als gendernon-conform.
Woods is zeer rijk. In februari 2021 werd een roze, 10-karaats diamant in Woods' voorhoofd geïmplanteerd. Het juweel is gezet op kleine metalen plaatjes die onder de huid zijn aangebracht. De waarde van de edelsteen is 24 miljoen dollar. Woods had sinds 2017 voor de diamant gespaard. In juni 2021 liet Woods het sieraad tijdelijk verwijderen, omdat het bloedingen veroorzaakte. Voor zijn optreden op Rolling Loud liet Woods de steen terugzetten, die vervolgens tijdens het crowdsurfen door fans eruit werd getrokken. Woods hield er een litteken aan over maar wist de diamant te behouden.
In 2023 liet Woods van diens Rolls-Royce Cullinan een cabrio maken. De achterklep bleef, en in een deel van de kofferruimte werd een grote luidsprekerinstallatie geplaatst. De hoofdsteunen bevatten afbeeldingen van Domo (NHK), en voorop de auto staat een beeldje van de Spirit of Ecstasy.